# Hans von Tschammer und Osten
Pour les articles homonymes, voir Osten.
Hans von Tschammer und Osten, né le 25 octobre 1887 à Dresde, alors dans le royaume de Saxe, et mort le 25 mars 1943 à Berlin, est un officier des SA et un membre du Reichstag.

## Biographie

Étendard d’un Gau de la NSRL, ici celui de la Bavière.

Hans von Tschammer und Osten dirigea le Deutscher Reichsausschuss für Leibesübungen (DRA) en français : « commission du Reich pour l'Éducation physique » après l'arrivée au pouvoir du Parti nazi en 1933, qui devint alors la Deutscher Reichsbund für Leibesübungen - DRL en français : « la Fédération allemande pour l'éducation physique ».
En juillet 1934, Tschammer devint Reichssportführer en français : « responsable des Sports du Reich ». En raison de l'État totalitaire qui s'installa en Allemagne, tous les clubs et toutes les associations sportives proches des milieux sociaux-démocrates, communistes, socialistes et même religieux se virent priés de se dissoudre. En quelques mois, toute la sphère sportive allemande fut donc placée sous la direction de Tschammer et de son administration. En 1938, la DRL devint la Nationalsozialistischer Reichsbund für Leibesübungen (NSRL) en français : « la Fédération nationale-socialiste du Reich pour l'éducation physique ».
En 1935, Tschammer instaura une épreuve de football qui porta son nom la « Tschammer Pokal ». Elle fut donc l'ancêtre de l'actuelle DFB Pokal.
Hans von Tschammer und Osten resta en fonction jusqu'à sa mort des suites d'une pneumonie en 1943. Il n'assista donc pas à la défaite de l'Allemagne nazie et ne dut pas répondre de ses éventuelles responsabilités dans le régime hitlérien. Son successeur à la tête de la NSRL fut un de ses anciens compagnons des SA, Arno Breitmeyer.
Hans von Tschammer und Osten naquit dans une famille noble. Après avoir reçu l'éducation traditionnelle de la haute société allemande, il combattit durant la Première Guerre mondiale. Sous la République de Weimar, il s'engagea dans les Sturmabteilung. Il devint Gruppenführer dans ce groupe paramilitaire. Plus tard, il entra au Reichstag.
Alors qu'il était pratiquement inconnu des milieux du sport, Tschammer fut nommé Reichskommissar für Turnen und Sport en français : « commissaire du Reich pour la Gymnastique et le Sport » au sein du Deutscher Reichsausschuss für Leibesübungen (DRA). Le 5 mai 1933 (officiellement, le 10 mai 1933), il démantela l'ancienne DRA, considérée comme une entité bourgeoise et établit une organisation purement nazie, la Deutscher Reichsbund für Leibesübungen (DRL) en français : « la Fédération allemande pour l'éducation physique », en juillet 1934. Dans son importante fonction, Tschammer se fit un devoir de transformer le sport allemand. Sous prétexte « d'améliorer le moral et la productivité des travailleurs allemands », il utilisa la notion de sport comme un gigantesque outil de propagande au service de l'idéologie nazie. Il instaura la discrimination raciale dans les associations sportives. Pratiquer un sport devint un critère obligatoire pour décrocher un travail ou être admis dans une université.

## Vie privée
Il est marié à Sophie Margarethe von Carlowitz.